# Pokal Nogometne zveze Slovenije 1994-1995
La Pokal Nogometne zveze Slovenije 1994./95. (in lingua italiana: Coppa della federazione calcistica slovena 1994-95) fu la quarta edizione della coppa nazionale di calcio della Repubblica di Slovenia.
Vi parteciparono tutte le squadre slovene. Nei primi turni si sfidarono le squadre minori, quelle nelle associazioni inter-comunali (MNZ, "Medobčinske nogometne zveze"), fino ad arrivare alla fase finale, con l'entrata dei club della 1. SNL 1993-1994, dai sedicesimi di finale in poi.
A vincere fu il Mura, al suo primo titolo nella competizione.

Questo successo diede ai viola l'accesso alla Coppa delle Coppe 1995-1996.

## Partecipanti
Le 16 squadre della 1. SNL 1993-1994 sono ammesse di diritto. Gli altri 16 posti sono stati assegnati attraverso le coppe inter-comunali.
| Ammesse di diritto | Coppe inter-comunali | Coppe inter-comunali | Coppe inter-comunali |
| Ammesse di diritto | Associazione         | Squadre              | Squadre              |
| --- | -------------------- | -------------------- | -------------------- |
| - Beltinci - Celje - Gorica - Izola - Jadran Dekani - Koper - Krka - Ljubljana - Maribor - Mura - Naklo - Olimpia Lubiana - Primorje - Rudar Velenje - Slovan - Svoboda | MNZ Lubiana          | Zagorje              | Kočevje              |
| - Beltinci - Celje - Gorica - Izola - Jadran Dekani - Koper - Krka - Ljubljana - Maribor - Mura - Naklo - Olimpia Lubiana - Primorje - Rudar Velenje - Slovan - Svoboda | MNZ Maribor          | Kovinar Maribor      | Korotan Prevalje     |
| - Beltinci - Celje - Gorica - Izola - Jadran Dekani - Koper - Krka - Ljubljana - Maribor - Mura - Naklo - Olimpia Lubiana - Primorje - Rudar Velenje - Slovan - Svoboda | MNZ Celje            | Radeče               | Dravinja             |
| - Beltinci - Celje - Gorica - Izola - Jadran Dekani - Koper - Krka - Ljubljana - Maribor - Mura - Naklo - Olimpia Lubiana - Primorje - Rudar Velenje - Slovan - Svoboda | MNZ Capodistria      | Ilirska Bistrica     |                      |
| - Beltinci - Celje - Gorica - Izola - Jadran Dekani - Koper - Krka - Ljubljana - Maribor - Mura - Naklo - Olimpia Lubiana - Primorje - Rudar Velenje - Slovan - Svoboda | MNZ Nova Gorica      | Bilje                |                      |
| - Beltinci - Celje - Gorica - Izola - Jadran Dekani - Koper - Krka - Ljubljana - Maribor - Mura - Naklo - Olimpia Lubiana - Primorje - Rudar Velenje - Slovan - Svoboda | MNZ Murska Sobota    | Serdica              | Ižakovci             |
| - Beltinci - Celje - Gorica - Izola - Jadran Dekani - Koper - Krka - Ljubljana - Maribor - Mura - Naklo - Olimpia Lubiana - Primorje - Rudar Velenje - Slovan - Svoboda | MNZ Lendava          | Turnišče             | Odranci              |
| - Beltinci - Celje - Gorica - Izola - Jadran Dekani - Koper - Krka - Ljubljana - Maribor - Mura - Naklo - Olimpia Lubiana - Primorje - Rudar Velenje - Slovan - Svoboda | MNZ Goreniska-Kranj  | Triglav              | Visoko               |
| - Beltinci - Celje - Gorica - Izola - Jadran Dekani - Koper - Krka - Ljubljana - Maribor - Mura - Naklo - Olimpia Lubiana - Primorje - Rudar Velenje - Slovan - Svoboda | MNZ Ptuj             | Aluminij             | Bistrica             |

## Sedicesimi di finale
| Squadra 1        | Risultato       | Squadra 2        |
| ---------------- | --------------- | ---------------- |
| Serdica          | 1 – 9           | Mura             |
| Triglav          | 0 – 6           | Rudar Velenje    |
| Naklo            | 4 – 2           | Svoboda          |
| Olimpia Lubiana  | 1 – 0           | Zagorje          |
| Izola            | 2 – 0           | Jadran Dekani    |
| Slovan Lubiana   | 1 – 7           | Korotan Prevalje |
| NK Lubiana       | 0 – 3           | Celje            |
| Kočevje          | 2 – 0           | Koper            |
| Kovinar Maribor  | 0 – 2           | Gorica           |
| Ilirska Bistrica | 2 – 3           | Maribor          |
| Odranci          | 2 – 2 (3-4 dtr) | Bilje            |
| Ižakovci         | 0 – 3           | Turnišče         |
| Aluminij         | 4 – 1           | Radeče           |
| Dravinja         | 3 – 1           | Bistrica         |
| Krka             | 1 – 3           | Primorje         |
| Visoko           | 0 – 10          | Beltinci         |

## Ottavi di finale
| Squadra 1     | Risultato       | Squadra 2        |
| ------------- | --------------- | ---------------- |
| Maribor       | 4 – 1           | Kočevje          |
| Aluminij      | 0 – 4           | Olimpia Lubiana  |
| Beltinci      | 4 – 0           | Dravinja         |
| Mura          | 2 – 0           | Korotan Prevalje |
| Celje         | 2 – 0           | Naklo            |
| Gorica        | 1 – 0           | Turnišče         |
| Rudar Velenje | 2 – 2 (4-3 dtr) | Primorje         |
| Bilje         | 0 – 4           | Izola            |

## Quarti di finale
| Squadra 1       | Totale          | Squadra 2 | Andata | Ritorno |
| --------------- | --------------- | --------- | ------ | ------- |
| Olimpia Lubiana | 2 – 5           | Beltinci  | 1 – 4  | 1 – 1   |
| Gorica          | 1 – 1 (0-3 dtr) | Maribor   | 1 – 0  | 0 – 1   |
| Rudar Velenje   | 1 – 2           | Celje     | 0 – 2  | 1 – 0   |
| Izola           | 2 – 3           | Mura      | 0 – 0  | 2 – 3   |

## Semifinali
| Squadra 1 | Totale      | Squadra 2 | Andata | Ritorno |
| --------- | ----------- | --------- | ------ | ------- |
| Beltinci  | 1 – 1 (gfc) | Mura      | 1 – 1  | 0 – 0   |
| Celje     | 2 – 1       | Maribor   | 1 – 1  | 1 – 0   |

## Finale
| Squadra 1 | Totale | Squadra 2 | Andata | Ritorno |
| --------- | ------ | --------- | ------ | ------- |
| Celje     | 1 – 2  | Mura      | 1 – 1  | 0 – 1   |

### Andata
| Arbitro: | Žarko Hvalič |

|                   |           |          |
| Sešlar 55’ (rig.) | Marcatori | 73’ Rous |

### Ritorno
| Arbitro: | Žarko Vidali |

|           |           |  |
| Topić 84’ | Marcatori |  |